# Jakub Čermák
Jakub Čermák (* 6. června 1986 Teplice) je český básník, režisér a písničkář.

## Život
Pochází z Teplic, je synem hudebníka Miroslava Waneka a Romany Mazancové. Dosud vydal pět básnických sbírek, pod jménem Cermaque jedenáct autorských hudebních alb, alba Neboj a Gravitace získala nominace na ceny Anděl. Vystupuje sám; dříve s Martinem Kučerou a Annou Sypěnovou utvořili uskupení Šácholan, pak měl kolem sebe proměnlivou kapelu Cirkus Cermaque. Vystupoval také ve dvojici se svou bývalou ženou Iamme Candlewick. Natočil několik desítek animovaných i hraných hudebních klipů; za klip k písni Loďky skupiny Zrní byl nominován na Anděla 2014. Z cesty po Evropě s Iamme Candlewick na jaře 2015 vznikl dokumentární film Skok do vody. Jeho básně vyšly i ve sbornících Rapporti di errore (Mimesis, Milano 2010) a Nejlepší české básně 2011 (Host, Brno 2011). Kmenovým vydavatelem desek Cermaque je Indies Scope v Brně.
Jeho bývalou ženou je Andrea Čermák Knotková (* 1988) vystupující pod pseudonymem Iamme Candlewick, mají spolu dceru Agátu (* 2014).

## Básnické sbírky
- Resumé sedmnáct, Šimon Ryšavý, 2004
- Padavčata, Protis, 2006
- Stroboskopy, Kniha Zlín, 2011
- Do vesmíru, Baobab, 2017
- Středohoří, Ears & Wind, 2018
- Resumé 34, Kodudek, 2022

## Hudební alba
- Krajiny bez rytíře, Polí pět, 2008
- Dům slzí, Guerilla Records, 2009, produkce: Martin Evžen Kyšperský (Květy)
- Přítel holubů, 2011, součást knihy Stroboskopy
- Divozemí, 2011, s kapelou Circus Cermaque
- Démon v Paříži, 2012
- Rodinné album, 2014
- Gravitace, 2016, s Iamme Candlewick
- Neboj, 2017
- Teorie dospělosti, 2018
- Lament, 2020
- Všechno nejlepší, 2022

Cermaque je také písní Svět patří vám přítomen na albu Hommage à Jiří Bulis (2015).

## Hudební klipy
- Iamme Candlewick – Princ Zen, 2013
- Už jsme doma – Mariana, 2014
- Zrní – Loďky, 2014
- Květy – Cizinec, 2015
- Jarda Svoboda – K horám, 2016
- Beata Bocek – Co jo tam bedym robić?, 2016
- Hentai Corporation – Tragedy Of Uncle Hitler, 2015
- Rajtaraj – Pet je kumi, 2019